# Championnats d'Afrique de tir 2017
Navigation
Le Caire 2015 Tipaza 2019
Les Championnats d'Afrique de tir 2017 sont la 13e édition des championnats d'Afrique de tir. Ils ont lieu du 20 avril au 3 mai 2017 au Caire, en Égypte.

## Hommes
Les médaillés sont les sportifs suivants, :
| Épreuves                      | Or                              | Argent                     | Bronze                          |
| ----------------------------- | ------------------------------- | -------------------------- | ------------------------------- |
| Carabine à 10 m air comprimé  | Youssef Helmy Makkar (EGY)      | Barto Pienaar (RSA)        | Pierre Basson (RSA)             |
| Carabine à 50 m 3 positions   | Youssef Helmy Makkar (EGY)      | Osama Elsaeid (EGY)        | Gulraaj Sehmi (KEN)             |
| Carabine à 50 m couché        | Osama Elsaeid (EGY)             | Youssef Helmy Makkar (EGY) | Zander Venter (RSA)             |
| Pistolet à 10 m air comprimé  | Ala Al-Othmani (TUN)            | Hafez Gamal Ibrahim (EGY)  | Ahmed Shaban (EGY)              |
| Pistolet à feu rapide 25 m    | Hesham Rashad (EGY)             | Ahmed Shaban (EGY)         | Mahmoud Taha (EGY)              |
| Pistolet à feu central à 25 m | Hesham Rashad (EGY)             | Mahmoud Taha (EGY)         | Ahmed Esmat Kamal Mostafa (EGY) |
| Pistolet standard 25 m        | Mahmoud Taha (EGY)              | Hesham Rashad (EGY)        | Ahmed Shaban (EGY)              |
| Pistolet à 50 m               | Ahmed Esmat Kamal Mostafa (EGY) | Samy Abdel Razek (EGY)     | Hafez Gamal Ibrahim (EGY)       |
| Trap                          | Ahmed Kamar (EGY)               | Abdel Aziz Mehelba (EGY)   | Mohamed Ramah (MAR)             |
| Double trap                   | Mohamed Ramah (MAR)             | Driss Haffari (MAR)        | Mohamed Hossam Fouad (EGY)      |
| Skeet                         | Azmy Mehelba (MAR)              | Clément Fakhoury (SEN)     | Hassane Ramlaoui (SEN)          |

## Femmes
Les médaillées sont les sportives suivantes, :
| Épreuves                     | Or                               | Argent              | Bronze                          |
| ---------------------------- | -------------------------------- | ------------------- | ------------------------------- |
| Carabine à 10 m air comprimé | Shimaa Hashad (EGY)              | Tanya Snyders (RSA) | Manel Ben Trad (TUN)            |
| Carabine à 50 m 3 positions  | Alzahraa Shaban (EGY)            | Tanya Snyders (RSA) | Merna Tayee (EGY)               |
| Carabine à 50 m couché       | Nicolene Boshoff (RSA)           | Merna Tayee (EGY)   | Alzahraa Shaban (EGY)           |
| Pistolet à 10 m air comprimé | Olfa Charni (TUN)                | Hala Elgohari (EGY) | Dina Esmat (EGY)                |
| Pistolet à 25 m              | Radwan Amira Fattouh Nassr (EGY) | Ines Kalai (TUN)    | Olfa Charni (TUN)               |
| Trap                         | Suzan Gaber (EGY)                | Mariem Rammah (MAR) | Nadin Ayman Ibrahim Rakha (EGY) |